# Anopheles walravensi
Anopheles walravensi är en tvåvingeart som beskrevs av Edwards 1930. Anopheles walravensi ingår i släktet Anopheles och familjen stickmyggor. Inga underarter finns listade i Catalogue of Life.